# Vitreorana helenae
Espèce
Synonymes
- Centrolenella helenae Ayarzagüena, 1992
- Hyalinobatrachium helenae (Ayarzagüena, 1992)

Statut de conservation UICN

 DD  : Données insuffisantes
Vitreorana helenae est une espèce d'amphibiens de la famille des Centrolenidae.

## Répartition
Cette espèce se rencontre de 700 à 1 000 m d'altitude :
- au Venezuela dans l'État de Bolívar dans la Gran Sabana ;
- au Guyana dans le parc national de Kaieteur.

## Étymologie
Cette espèce est nommée en l'honneur d'Helena Fonseca, qui a collecté l'holotype.

## Publication originale
- Ayarzagüena, 1992 : Los centrolenidos de la Guayana Venezolana. Publicaciones de la Asociación de Amigos de Doñana, vol. 1, p. 1-46.